# Plymouth (California)
Plymouth (anteriormente Puckerville, Pokerville, y Poker Camp) es una ciudad ubicada en el condado de Amador en el estado estadounidense de California. Según las estimaciones de 2007 tenía una población de 1050 habitantes y una densidad poblacional de 437.5 personas por km².

## Geografía
Plymouth se encuentra ubicada en las coordenadas 38°28′55″N 120°50′41″O / 38.48194, -120.84472. Según la Oficina del Censo, la ciudad tiene un área total de 2.4 km² (0.9 sq mi), de la cual toda es tierra.

## Demografía
Los ingresos medios por hogar en la localidad eran de $37.262 y los ingresos medios por familia eran $43.611. Los hombres tenían unos ingresos medios de $32.411 frente a los $23.875 para las mujeres. La renta per cápita para la localidad era de $16.197. Alrededor del 9.3% de las familias y del 10.4% de la población estaban por debajo del umbral de pobreza.